# Huizermaat
Huizermaat is een wijk in de gemeente Huizen, in de Nederlandse provincie Noord-Holland. De wijk heeft 9190 inwoners (2008). 

## Geschiedenis
In 1967 werd Huizen aangewezen als groeikern. Als gevolg kwam er uitbreiding van het huidige dorp, Op de meentgronden (de huidige Oostermeent) zijn in een korte tijd veel woningen bijgebouwd. De twee woonwijken Huizermaat-West en Huizermaat-Zuid zijn tussen 1973 en 1977 gerealiseerd als eerste uitbreidingswijken van de Oostermeent,
De wijk wordt gekarakteriseerd door de groene opzet en het slingerende lusvormige stratenpatroon.

## Overige informatie
De wijk is opgedeeld in vier deelwijken, namelijk Huizermaat-Zuid 1, Huizermaat-Zuid 2, Huizermaat-West en Huizermaat-Noord.
Hij ligt aan de kust en tegen de haven van Huizen.
Huizermaat is ook de naam van de scholengemeenschap voor vwo, havo en vmbo-t die in de wijk staat (SG Huizermaat). De school is onderdeel van de Gooise Scholen Federatie.
Dorp: Huizen      Buurtschappen: Bikbergen · Crailo · Huizerhoogt · Valkeveen

Wijken: Bijvanck · Bovenweg · Huizermaat · Oostermeent · Oude dorp · Stad en Lande · Vierde Kwadrant · Zenderwijk
Noord-Holland: Steden en dorpen      Nederland: Provincies · Gemeenten